# 郭安宇
郭安宇（1899年12月—1964年10月），字廷建。河南省許州石固西小郭莊人（今屬禹州市）。民國37年（1948年）在河南省第六選區當選第一屆立法委員。

## 生平[1][2]
- 黃埔軍校第一期
- 加入中國共產黨，曾任中共豫陝區委軍事運動委員會委員、許、禹、長等縣支部書記，後被捕後脫離中國共產黨
- 當選河南省第一選區制憲國民大會代表
- 1936年，任第32軍第139師副師長，後任軍事委員會高參
- 陸軍大學將官班乙級第一期畢業
- 1940年，任昆明行營暫20師副師長
- 1944年，任第48師副師長
- 1945年春，任鎮東警備司令部副司令
- 1946年，退役
- 1947年9月，任憲政實施促進委員會研究委員
- 民國37年，當選立法委員，曾出席第一屆立法院第一會期內政及地方自治委員會、國防委員會；1951年注销名籍[3][4]
- 1949年12月，在昆明向解放軍軍管會登記，以開辦診所、縫紉為業
- 1964年10月，病逝